# Geobotaniczny podział Polski
Geobotaniczny podział Polski, regionalizacja geobotaniczna Polski – system podziału terytorium Polski na jednostki wyróżniane na podstawie kryteriów geobotanicznych. Uwzględnia on szatę roślinną charakteryzującą dany obszar oraz czynniki geograficzno-historyczne ją kształtującą. Podstawowymi czynnikami wyróżniania jednostek botaniczno-fizjograficznych są: flora, roślinność, klimat, rzeźba terenu, gleby oraz historia rozwoju roślinności. W XIX w. i na początku XX w. próby fitogeograficznej regionalizacji Polski podjęli m.in. Wincenty Pol i Marian Raciborski. W zależności od specyficznych potrzeb bywają tworzone systemy uwzględniające tylko wybrany typ roślinności, np. zbiorowiska łąkowe lub leśne. Przykładem jest system krain przyrodniczo-leśnych opracowany przez Leona Mroczkiewicza z 1952 r., czy późniejszy Tadeusza Tramplera i jego zespołu z 1990 r., stosowane w polskim leśnictwie lub system podziału na dzielnice rolniczo-klimatyczne Romualda Gumińskiego stosowany w agroklimatologii.
Spośród systemów uwzględniających całą szatę roślinną, zwłaszcza naturalną i półnaturalną, najszerzej stosowany jest system opracowany przez Władysława Szafera nawiązujący do systemu Raciborskiego.
System jest wpisany w szerszą klasyfikację wykraczającą poza granice Polski. W górach nakładają się na siebie dwa podziały – poziomy i pionowy (piętra roślinności). W obecnych granicach Polski wyróżniane są następujące jednostki:
- Państwo Holarktydy
  - Obszar Euro-Syberyjski (Cyrkumborealny, Eurosyberyjsko-Kanadyjski)
    - Prowincja Środkowoeuropejska Niżowo-Wyżynna
      - A. Dział Bałtycki
        - A1 Poddział Pas Równin Przymorskich i Wysoczyzn Pomorskich
          - Kraina Brzeg Bałtyku
            - Okręg Zachodni
            - Okręg Środkowy
            - Okręg Wschodni (Warmiński)

          - Kraina Pobrzeże Bałtyckie
          - Kraina Nizina Szczecińska
          - Kraina Żuławy Wisły
          - Kraina Pojezierze Pomorskie
            - Okręg Myśliborski
            - Okręg Wałecko-Drawski
            - Okręg Kartuski
            - Okręg Iławski
            - Okręg Olsztyński

          - Kraina Pomorski Południowy Pas Przejściowy
            - Okręg Brzegu Pradoliny Noteckiej
            - Okręg Wysoczyzny Złotowskiej
            - Okręg Borów Tucholskich
            - Okręg Wysoczyzny Dobrzyńskiej

        - A2 Poddział Pas Wielkich Dolin
          - Kraina Wielkopolsko-Kujawska
            - Okręg Notecki
            - Okręg Lubuski
            - Okręg Poznańsko-Gnieźnienski
            - Okręg Kujawski
            - Okręg Barycki

          - Kraina Mazowiecka
            - Okręg Rawski (Południowomazowiecki)
            - Okręg Warszawski
            - Okręg Północnomazowiecki

          - Kraina Podlaska
            - Okręg Łukowsko-Siedlecki
            - Okręg Północnopodlaski

          - Kraina Polesie Lubelskie

        - A3 Poddział Pas Kotlin Podgórskich
          - Kraina Kotlina Śląska
            - Okręg Borów Dolnośląskich
            - Okręg Nadodrzański
            - Okręg Przedgórza Sudeckiego

          - Kraina Kotlina Sandomierska
            - Okręg Oświęcimski
            - Okręg Puszczy Niepołomickiej
            - Okręg Radomyski
            - Okręg Puszczy Sandomierskiej
            - Okręg Biłgorajski (Puszczy Solskiej)
            - Okręg Lubaczowski

        - A4 Poddział Pas Wyżyn Środkowych
          - Kraina Wzgórza Trzebnicko-Ostrzeszowskie
            - Okręg Zachodni
            - Okręg Wschodni

          - Kraina Wyżyna Śląska
            - Okręg Zachodni
            - Okręg Wschodni
            - Okręg Północny

          - Kraina Wyżyna Krakowsko-Wieluńska
            - Okręg Południowy (Wyżyny Krakowskiej)
            - Okręg Środkowy (Wyżyny Częstochowskiej)
            - Okręg Północny (Wyżyny Wieluńskiej)

          - Kraina Miechowsko-Sandomierska
            - Okręg Miechowsko-Pińczowski
            - Okręg Staszowski
            - Okręg Sandomiersko-Opatowski

          - Kraina Świętokrzyska
            - Okręg Łysogórski (Centralny)
            - Okręg Chęciński
            - Okręg Konecki
            - Okręg Przejściowy (Włoszczowsko-Jędrzejowski)

          - Kraina Północne Wysoczyzny Brzeżne
            - Okręg Kaliski
            - Okręg Widawski
            - Okręg Łódzko-Piotrkowski
            - Okręg Radomsko-Kozienicki

          - Kraina Wyżyna Lubelska
          - Kraina Roztocze
            - Okręg Roztocze Zachodnie
            - Okręg Roztocze Środkowe
            - Okręg Roztocze Południowe

      - B. Dział Północny
        -           - Kraina Mazursko-Kurpiowska
            - Okręg Pojezierza Mazurskiego
            - Okręg Kurpiowsko-Piski

          - Kraina Suwalsko-Augustowska
            - Okręg Suwalski
            - Okręg Augustowski

          - Kraina Biebrzańska
          - Kraina Białowiesko-Knyszyńska
            - Okręg Puszczy Białowieskiej
            - Okręg Puszczy Knyszyńskiej

    - Prowincja Pontyjsko-Pannońska
      - Dział Stepowo-Leśny (Pontyjski, Czarnomorski)
        -           - Kraina Wołyń Zachodni
          - Kraina Opole Zachodnie

    - Prowincja Środkowoeuropejska Górska
      - Piętro pogórza
      - Piętro regla dolnego
      - Piętro regla górnego
      - piętro kosodrzewiny
      - piętro alpejskie

    - Podprowincja Karpacka
      - D. Dział Karpaty Zachodnie
        -           -             - Okręg Tatry
            - Okręg Pieniny
            - Okręg Beskidy

      - E. Dział Karpaty Wschodnie
        -           -             - Okręg Karpaty Lesiste

    - Podprowincja Hercyńsko-Sudecka
      - F. Dział Sudety
        -           -             - Okręg Sudety Zachodnie
            - Okręg Sudety Wschodnie

System ten z kolei stał się podstawą podziału zaprezentowanego przez J. M. Matuszkiewicza, który oparty jest częściowo na pracach mających na celu określenie potencjalnej roślinności naturalnej Polski. Wygląda on następująco:
- A. Państwo Holarktydy
  - A.1. Obszar Europejskich Lasów Liściastych i Mieszanych
    - A.1.1. Prowincja Środkowoeuropejska
      - A.1.1.1. Dział Pomorski
      - A.1.1.2. Dział Brandenbursko-Wielkopolski
      - A.1.1.3. Dział Wyżyn Południowopolskich
      - A.1.1.4. Dział Mazowiecko-Poleski
      - A.1.1.5. Dział Północny Mazursko-Białoruski
      - A.1.1.6. Dział Wołyński

    - A.1.2. Prowincja Karpacka
      - A.1.2.1. Dział Karpat Wschodnich i Zachodnich

    - A.1.3. Prowincja Subatlantycka Górska
      - A.1.3.1. Dział Sudecki